# Villa Deshayes
La villa Deshayes est une voie du 14e arrondissement de Paris, donnant dans la rue Didot.

## Situation et accès
Cette villa se présente aujourd'hui sous la forme d'une impasse bordée de maisons individuelles ou de petits immeubles ; elle se termine par un petit espace semi-circulaire.

## Origine du nom
La rue tire son nom de celui d'un ancien propriétaire.

## Historique
Cette ancienne voie privée est ouverte par M. Deshayes en 1880 et prend son nom la même année. Elle est classée dans la voirie de Paris par arrêté municipal du 13 octobre 1967.

## Bâtiments remarquables et lieux de mémoire
- No 9 : domicile de Louise et Raymond Losserand.

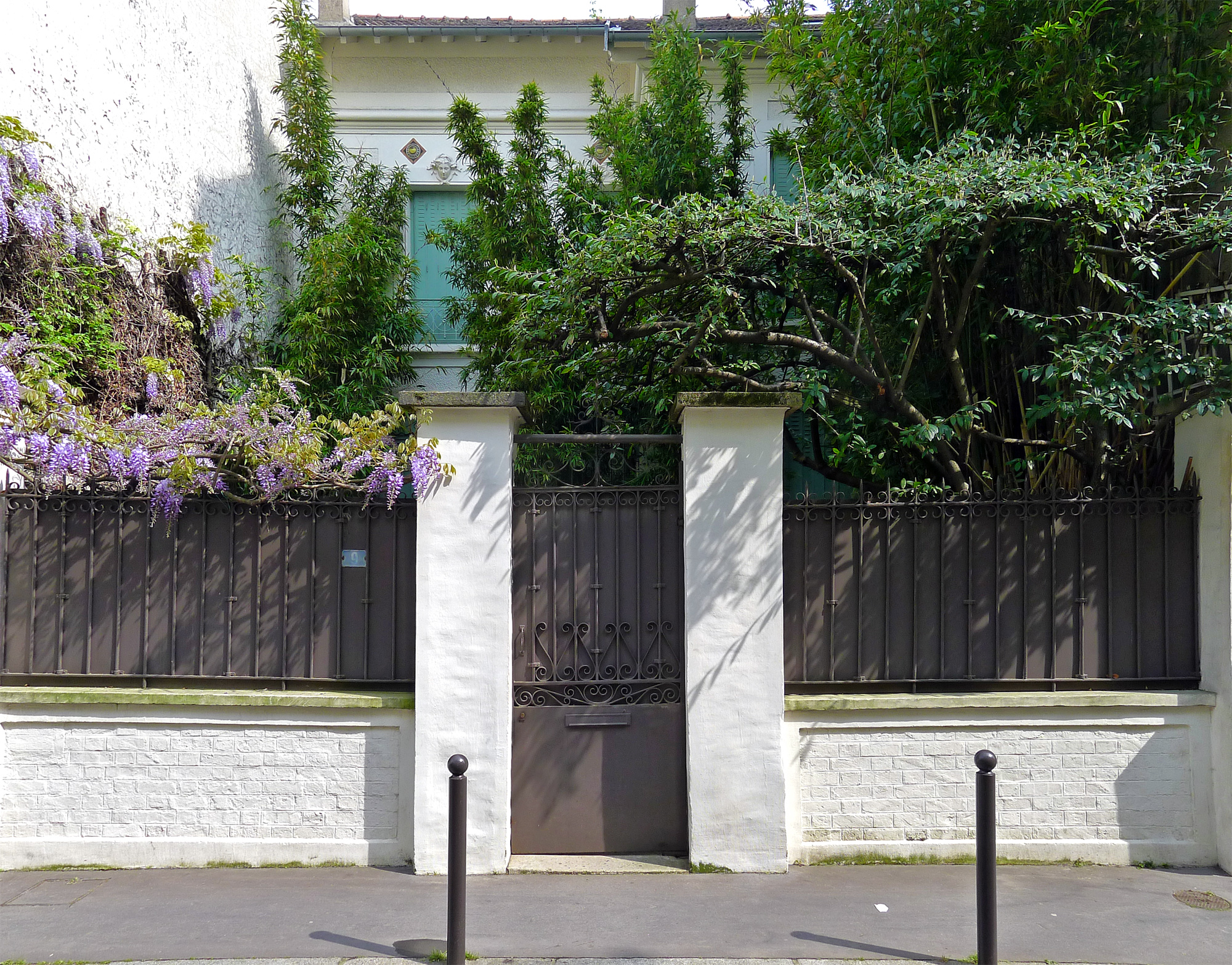
No 9, domicile de Louise et Raymond Losserand.
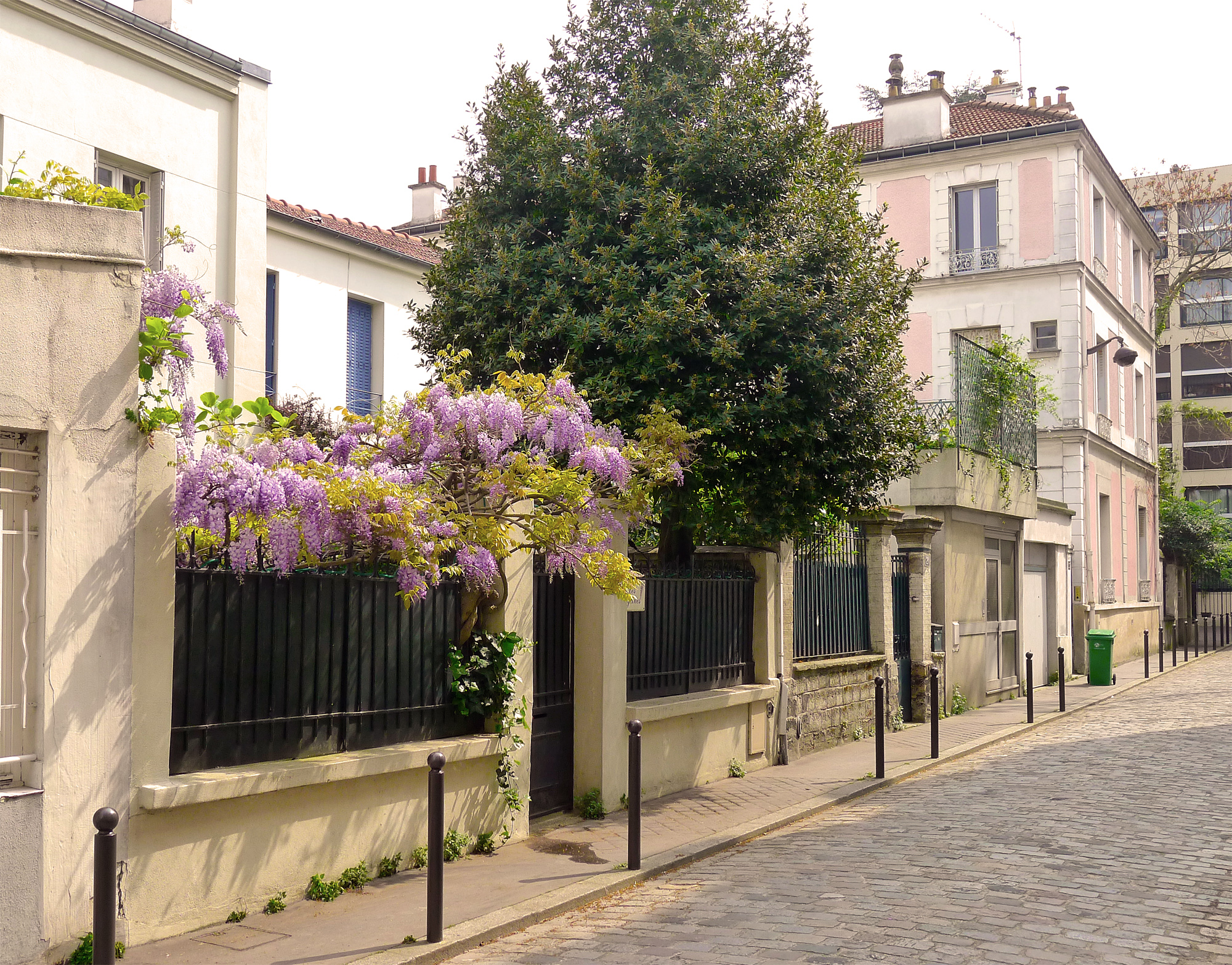
No 19.
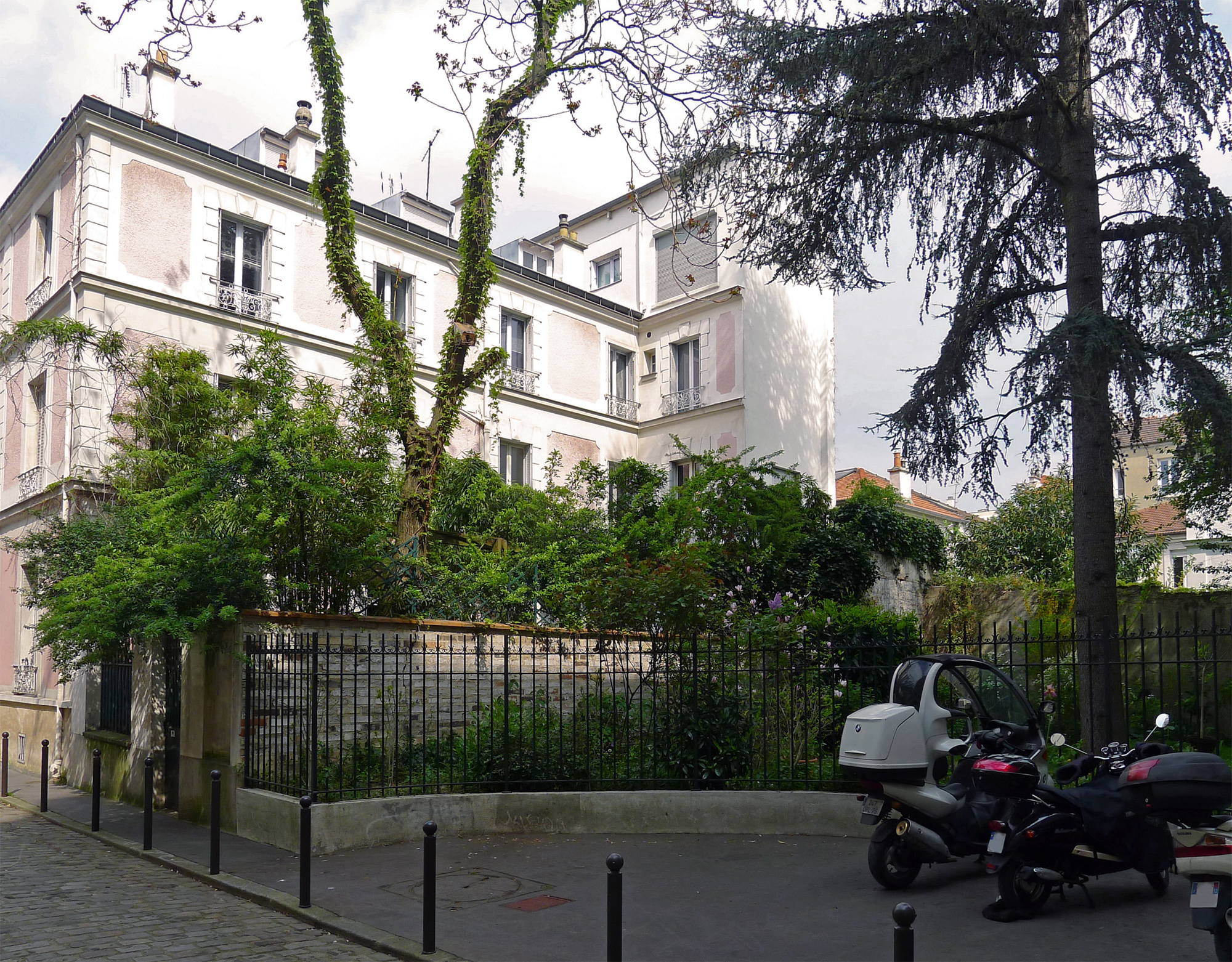
Placette du fond de l'impasse.